# Umowa hotelowa
Umowa hotelowa – stosunki prawne stworzone między hotelarzem a gościem hotelowym. 
Umowa hotelowa jest umową nienazwaną, mieszaną, zwierającą w sobie elementy takich umów jak:
- umowa najmu
- umowa zlecenia
- umowa przechowania
- umowa sprzedaży.

Do umowy hotelowej stosuje się przepisy kodeksu cywilnego art. 846 – 852. Zawieranie umowy hotelowej i jej treść oparte są na zasadzie swobody kształtowania umów (wolności umów).
Umowa hotelowa jest umową odpłatną, chociaż forma zapłaty może być różna:
- gość hotelowy bezpośrednio
- zakład pracy delegujący pracownika
- biuro podróży
- organizator konferencji
- linie lotnicze itd.

Hotel jako instytucja świadcząca usługi publicznie i zawodowo nie może odmówić zawarcia umowy hotelowej bez żadnego ważnego powodu. W Polsce odmowa bez uzasadnienia traktowana jest jako wykroczenie. Odmowa zawarcia umowy hotelowej, np. ze względu na rasę, religię, wygląd itp. jest naruszeniem dóbr osobistych klienta i powoduje odpowiedzialność cywilną hotelu (tzn. finansową). Oczywistą sprawą jest odmowa wynajęcia pokoju w sytuacji, gdy brakuje wolnych miejsc w hotelu.

## Formy zawierania umowy hotelowej
- forma ustna – polega na zwieraniu umowy bezpośrednio w zakładzie hotelarskim, w recepcji i udostępnieniu klientowi pokoju, gość ma możliwość oceny obiektu (ewentualnie może od umowy niezwłocznie odstąpić)
- forma pisemna – polega na tym, że gość dokonuje rezerwacji pisemnej.
- faktyczne zachowanie stron – oznacza to, że chęć wynajęcia pokoju wyraża się w zachowaniu gościa, do zawarcia takiej umowy dochodzi w przypadkach szczególnych  (F1, obcokrajowcy).

## Czas trwania umowy hotelowej
Umowa hotelowa może zostać zawarta na czas nieokreślony i czas określony. Czas nieokreślony oznacza z dnia na dzień, przy czym ani hotel, ani klient nie muszą tej umowy przedłużyć. Czas określony oznacza, że klient może dysponować pokojem w określonym przedziale czasowym, przy czym jeśli klient zrezygnuje wcześniej, hotel może obciążyć go kosztami za niewykorzystane dni – zazwyczaj jednak tego nie robi.

## Wygaśnięcie umowy hotelowej
Umowa hotelowa wygasa wraz z wygaśnięciem terminu zawarcia jej oraz z chwilą kiedy obie strony wywiążą się z tej umowy. Tzn. kiedy hotel dostarczy usługę zgodną z deklarowanym standardem oraz kiedy klient za nią zapłaci. Czas pobytu klienta w hotelu mierzony jest dobami hotelowymi, więc umowa wygasa wraz z godziną zakończenia doby hotelowej (12:00 – 10:00). W zakładach typu pensjonatowego czy wczasowego pobyt klientów liczony jest w turnusach i umowa wygasa wraz z dniem zakończenia turnusu. Doba hotelowa trwa 24 godziny i niczym nieuzasadnione jest jej skracanie. Bywają sytuacje, że klient stawi się w hotelu przed godziną rozpoczęcia doby hotelowej i jeśli pokój klienta jest już przygotowany, to hotel może go udostępnić klientowi bez dodatkowych kosztów. Podobnie jeśli klient chce pozostać w hotelu jeszcze jakiś czas po godzinie zakończenia doby hotelowej, jeśli się nie ma na ten pokój rezerwacji, to jest to możliwe bez dodatkowych kosztów. 
Należy pamiętać, że klienci powinni zgłosić ten fakt w recepcji. Jest to ukłon w stronę klienta – dowód szacunku, dbałość o klienta.

## Przedterminowe rozwiązanie umowy hotelowej
Przedterminowe rozwiązanie umowy hotelowej może nastąpić tylko w przypadku rażącego naruszenia przez klienta regulaminu. Każda ze stron może przed terminem rozwiązać umowę hotelową. Próg ze strony gościa może być przekroczony w dwojaki sposób: 
- wyraźny – klient schodzi do recepcji, oddaje klucze i informuje, że opuszcza hotel przed terminem,
- dorozumiany – oszustwo, klient wychodzi bez zapłaty, czasem wyniesie nawet wyposażenie, to skomplikowana sytuacja wymaga od recepcjonisty taktu, doświadczenia, często straty poniesione z tego tytułu są wliczone w ryzyko hotelu.

## Dochodzenie roszczeń od klienta
Dochodzenie od gościa hotelowego zapłaty (z tytułu świadczonych przez hotel usług lub wyrządzanych w hotelu szkód) jest konieczne. Ma miejsce, gdy: goście uchylają się od płacenia rachunku, kwestionują zasadność rachunku w całości lub w części, wyprowadzają się bez zgłoszenia. Zdarza się, iż po wyjeździe klienta brakuje elementów wyposażenia, zniszczono meble lub pościel. W takiej sytuacji należy niezwłocznie dokonać zabezpieczenia dowodów, spisując odpowiedni protokół, przy udziale służby pięter i pracownika recepcji. Ponieważ w późniejszym postępowaniu protokół może być kwestionowany, wskazane jest, aby sprawdzić pokoje bezpośrednio po wyjściu gościa. Natomiast w uzasadnionych przypadkach odebrać pokój od gościa (stosuje się to zwykle przy klientach zbiorowych, prosi się o udział opiekunów lub przewodników wycieczki). 
Istnieją dwie użyteczne instytucje prawne służące dochodzeniu roszczeń od gości hotelowych:
- sądowe postępowanie nakazowe - są to procedury uproszczone, w ramach których sąd wydaje nakaz zapłaty na podstawie pozwu i załączonych dokumentów (rachunków), bez wysłuchania pozwanego. Zwykle postępowanie kończy się na tym etapie, klienci regulują swoje zobowiązania, pragnąc uniknąć dalszych kosztów egzekucji.
- ustawowe prawo zastawu na rzeczach gościa – podlega przepisom kodeksu cywilnego[2], istota tego prawa tkwi w tym, że hotel może odmówić wydania rzeczy wniesionych przez gościa do czasu uregulowania należności z tytułu świadczonych usług. W okresie zajęcia pod zastaw ryzyko przypadkowej utraty lub uszkodzenia rzeczy obciąża hotelarza.

## Odpowiedzialność hotelu za rzeczy gościa
Hotel jest odpowiedzialny za rzeczy wniesione do hotelu przez gościa. Oznacza to, że przedmioty powierzone hotelarzowi lub osobie przez niego zatrudnionej, bądź przedmioty pozostawione w miejscu wskazanym przez hotelarza podlegają szczególnej odpowiedzialności hotelu.
Rzeczą wniesioną jest rzecz, która w czasie korzystania przez gościa hotelowego z usług znajduje się na terenie obiektu. Pojazdów mechanicznych i przedmiotów w nich pozostawionych oraz zwierząt nie uważa się za rzeczy wniesione. Hotelarz może za nie odpowiadać, jeśli została zawarta umowa przechowania.
Wyłączenie lub ograniczenie odpowiedzialności za rzecz wniesioną nie ma skutku prawnego, a więc bezpodstawne są wszelkie szyldy, informatory, regulaminy zawierające np. "hotel nie ponosi odpowiedzialności za rzeczy wniesione...".
Roszczenie o naprawienie szkody powstaje z chwilą wyrządzenia i wygasa, jeżeli gość hotelowy nie zawiadomił hotelarza niezwłocznie (tzn. bez nieuzasadnionej opieszałości). Upływ tego terminu zależy od okoliczności. Roszczenia przedawniają się jednak z upływem 6 miesięcy od dnia, w którym poszkodowany dowiedział się o szkodzie, a w każdym razie z upływem roku od dnia, w którym poszkodowany przestał korzystać z usług hotelu. Tego przepisu nie stosuje się, gdy szkodę wyrządził hotelarz lub osoba u niego zatrudniona. 
Hotel może uwolnić się od odpowiedzialności, jeśli okaże się, że szkoda wynikła:
- z właściwości rzeczy (przedmioty kruche, nietrwałe),
- z działania siły wyższej, której nie można było przewidzieć, zapobiec jej, powstrzymać (powódź),
- z winy klienta lub jego gościa[8].

Odpowiedzialność hotelu za utratę lub uszkodzenie rzeczy wniesionej jest ograniczona w stosunku do 1 gościa do wysokości 100-krotnej należności za dostarczoną usługę (cena pokoju za dobę), jednak odpowiedzialność za każdą rzecz nie może przekraczać 50-krotnej wysokości tej należności. Nie stosuje się ograniczeń odpowiedzialności za utratę lub uszkodzenie rzeczy wniesionych przyjętych na przechowanie (depozyty hotelowe) lub gdy hotelarz odmówił przechowania (a miał obowiązek je przyjąć). Odpowiedzialność jest też nieograniczona, gdy szkoda wynikła z winy lub rażącego niedbalstwa hotelarza lub osoby u niego zatrudnionej.
Hotelarz  ma prawo odmówić przechowania, gdy rzecz jest za duża lub jeśli jest zbyt wartościowa, choć to zależy od kategorii hotelu. Bądź też jeśli wniesione rzecz stanowi zagrożenie, jest niebezpieczna.

### Przechowalnie hotelowe
Przeznaczone są dla klientów hotelowych, bowiem hotelarz ma obowiązek przyjąć na przechowanie: biżuterię, gotówkę, dzieła sztuki, przedmioty wartościowe. Usługi typu depozyty są świadczone nieodpłatnie. Informacja o możliwości skorzystania z depozytu może być umieszczona na karcie pobytu, w informatorze na temat hotelu, w pokojach. Usługa depozytowa jest świadczona przez całą dobę. Pracownicy zobowiązani są do zachowania rygorystycznych procedur. Gość otrzymuje klucz od depozytu, klucz uniwersalny jest przechowywany przez upoważnionego pracownika recepcji, a duplikat klucza gościa przechowywany jest w banku. Kierownik recepcji nadzoruje i ewidencjonuje stan skrytek oraz prawidłowość prowadzonej dokumentacji. Zasady korzystania z depozytu gość otrzymuje wraz z podpisaniem umowy użyczenia depozytu i dostaje dowód w postaci tzw. kwitu depozytowego. Często w hotelach stosuje się rozwiązania polegające na  zainstalowaniu indywidualnego sejfu w pokojach. Gość korzystając z takiego depozytu nie zawiera umowy z hotelem o czym jest informowany. Korzystając z sejfu gość powinien zapamiętać wpisany numer kodu. Instrukcja korzystania z sejfu powinna być umieszczona w pokoju, najlepiej w wielu językach.

### Postępowanie z przedmiotami pozostawionymi przez gościa
Bardzo często klienci pozostawiają różne rzeczy w swoich pokojach. Należy jednak pamiętać, że hotel, by cieszył się zaufaniem gości musi dawać gwarancję bezpieczeństwa wszystkim rzeczom wniesionym przez klientów. Postępowaniu z przedmiotami pozostawionymi przez gości towarzyszą sformalizowane procedury. Prowadzona jest książka przedmiotów znalezionych, w której wpisywany jest dzień i miejsce znalezienia przedmiotu, krótki opis tej rzeczy, podpis znalazcy (którym najczęściej jest pokojowa). Odpowiedzialność za przedmioty zaginione ponosi kierownik służby pięter (czasami kierownik recepcji). Jeśli chodzi o przedmioty niewielkiej wartości, są one komisyjnie niszczone i wyrzucane. Natomiast postępowanie z przedmiotami wartościowymi i odzieżą jest następujące. Pracownikom hotelu nie wolno dzwonić do klienta z informacją o rzeczach znalezionych, natomiast można na wyraźną prośbę klienta przesłać należące do niego przedmioty za zaliczeniem pocztowym. W stosunku do przedmiotów wartościowych stosuje się zwyczajowo czas przechowywania 1 rok a następnie przekazywane są one referatowi rzeczy znalezionych (przechodzą na rzecz Skarbu Państwa). Natomiast odzież po roku jest przekazywana instytucjom charytatywnym. Czynnościom tym towarzyszą stosowne procedury i właściwa dokumentacja.